# 1000-km-Rennen von Buenos Aires
Das 1000-km-Rennen von Buenos Aires war ein Sportwagen-Langstreckenrennen, das zwischen 1954 und 1972 neunmal ausgetragen wurde und in dieser Zeit zur Sportwagen-Weltmeisterschaft zählte.

## Die Veranstaltung
Neben dem Großen Preis von Venezuela 1955 war das 1000-km-Rennen von Buenos Aires das zweite in Südamerika ausgefahrene Sportwagenrennen, das zur Weltmeisterschaft zählte. Nach dem 1000-km-Rennen am Nürburgring 1953 war das 1000-km-Rennen von Buenos Aires 1954 erst das zweite Langstreckenrennen der Motorsportgeschichte, das über die 1000-km-Distanz ging. Sieben Rennen fanden am Autódromo Juan y Oscar Alfredo Gálvez statt. Ausnahmen waren die Jahre 1955 und 1957, als die Rennen auf dem Autódromo Municipal-Avenida Paz bzw. auf der Rennstrecke von Costanera ausgetragen wurden.
Erste Sieger waren 1954 Giuseppe Farina und Umberto Maglioli auf einem Werks-Ferrari 375 Plus. Das letzte 1000-km-Rennen in der argentinischen Hauptstadt gewannen 1972 Ronnie Peterson und Tim Schenken. Auch sie fuhren mit dem 312PB einen Werks-Ferrari.

## Gesamtsieger
| Jahr | Team                      | Gesamtsieger                                   | Fahrzeug             | Runden | Meisterschaft                  |
| ---- | ------------------------- | ---------------------------------------------- | -------------------- | ------ | ------------------------------ |
| 1954 | Scuderia Ferrari          | Giuseppe Farina Umberto Maglioli               | Ferrari 375MM        | 106    | Sportwagen-Weltmeisterschaft   |
| 1955 |                           | Enrique Sáenz-Valiente José-Maria Ibánez       | Ferrari 375 Plus     | 58     | Sportwagen-Weltmeisterschaft   |
| 1956 | Officine Alfieri Maserati | Stirling Moss Carlos Menditéguy                | Maserati 300S        | 106    | Sportwagen-Weltmeisterschaft   |
| 1957 | Scuderia Temple Buell     | Masten Gregory Eugenio Castellotti Luigi Musso | Ferrari 290MM        | 98     | Sportwagen-Weltmeisterschaft   |
| 1958 | Scuderia Ferrari          | Phil Hill Peter Collins                        | Ferrari 250TR/58     | 106    | Sportwagen-Weltmeisterschaft   |
| 1960 | Scuderia Ferrari          | Phil Hill Cliff Allison                        | Ferrari 250TR/59/60  | 106    | Sportwagen-Weltmeisterschaft   |
| 1970 | Equipe Matra              | Henri Pescarolo Jean-Pierre Beltoise           | Matra-Simca MS30/650 | 164    | zählte zu keiner Meisterschaft |
| 1971 | J. W. Automotive          | Joseph Siffert Derek Bell                      | Porsche 917K         | 165    | Sportwagen-Weltmeisterschaft   |
| 1972 | SpA Ferrari SEFAC         | Ronnie Peterson Tim Schenken                   | Ferrari 312PB        | 168    | Sportwagen-Weltmeisterschaft   |